# Alpinia coeruleoviridis
Alpinia coeruleoviridis är en enhjärtbladig växtart som beskrevs av Karl Moritz Schumann. Alpinia coeruleoviridis ingår i släktet Alpinia och familjen Zingiberaceae.
Artens utbredningsområde är Sulawesi. Inga underarter finns listade i Catalogue of Life.